# Praça do Senado (Helsínquia)
A praça do Senado  (em finlandês:  Senaatintori; em sueco:  Senatstorget) é uma praça-esplanada e complexo arquitetónico na cidade de Helsínquia, na Finlândia. Mostra parte da obra do arquiteto Carl Ludvig Engel, constituindo uma alegoria dos poderes político, religioso, científico e comercial no centro da capital finlandesa.
O Palácio do Conselho de Estado foi construído no lado oriental da praça em 1822. Este edifício serviu para albergar o Senado da Finlândia até 1907, quando o edifício do Eduskunta ficou concluído. O Edifício Central da Universidade de Helsínquia, no lado oposto da praça, foi construído em 1832.
A Catedral de Helsínquia foi construída no lado norte da praça, tendo sido o projeto arquitetónico de maior duração de Ludvig Engel, que trabalhou nesta construção de 1818 até à sua morte em 1840. A Catedral de Helsínquia (então chamada Igreja de S. Nicolau) domina a paisagem da praça do Senado, tendo sido terminada 12 anos após a morte de Engel, em 1852.
Presentemente a Praça do Senado é uma das principais atrações turísticas de Helsínquia. Vários acontecimentos ocorreram no local, desde concertos, exposições de arte e concursos de esculturas de gelo, ou competições de snowboarding. 